# خالد بوطیب
خالد بوطیب (زادهٔ ۲۴ آوریل ۱۹۸۷) بازیکن فوتبال دوتابعیتی مراکشی-فرانسوی‌ است.
از باشگاه‌هایی که در آن بازی کرده‌است می‌توان به استراسبورگ، ینی ملطیه‌اسپور و زمالک اشاره کرد. وی سابقه ۱۳ بازی در تیم ملی فوتبال مراکش و حضور در جام جهانی روسیه با این تیم را در کارنامه خود دارد.